# Napeogenes sylphis
Napeogenes sylphis är en fjärilsart som beskrevs av Guérin 1844. Napeogenes sylphis ingår i släktet Napeogenes och familjen praktfjärilar. Inga underarter finns listade i Catalogue of Life.

## Bildgalleri

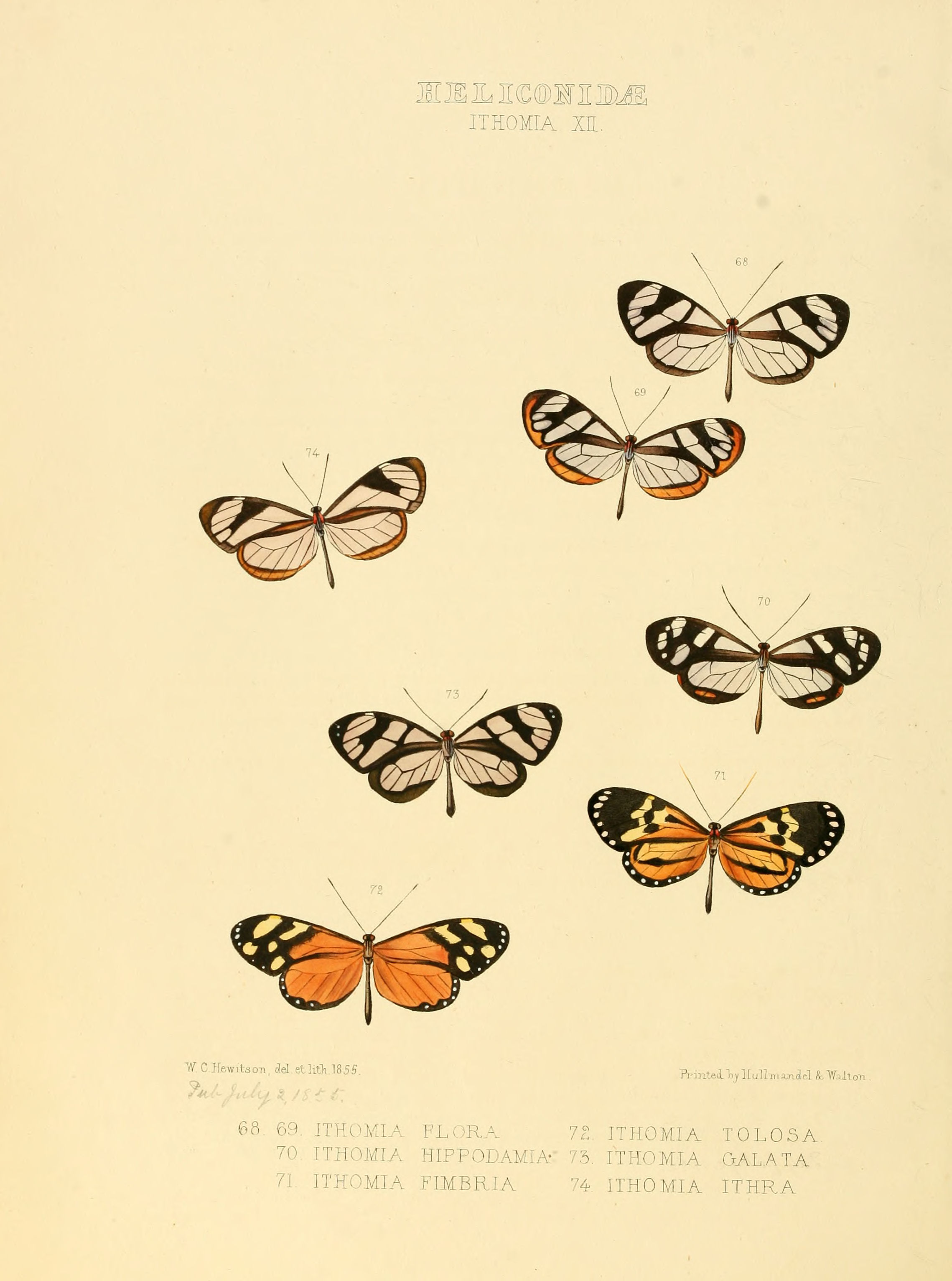
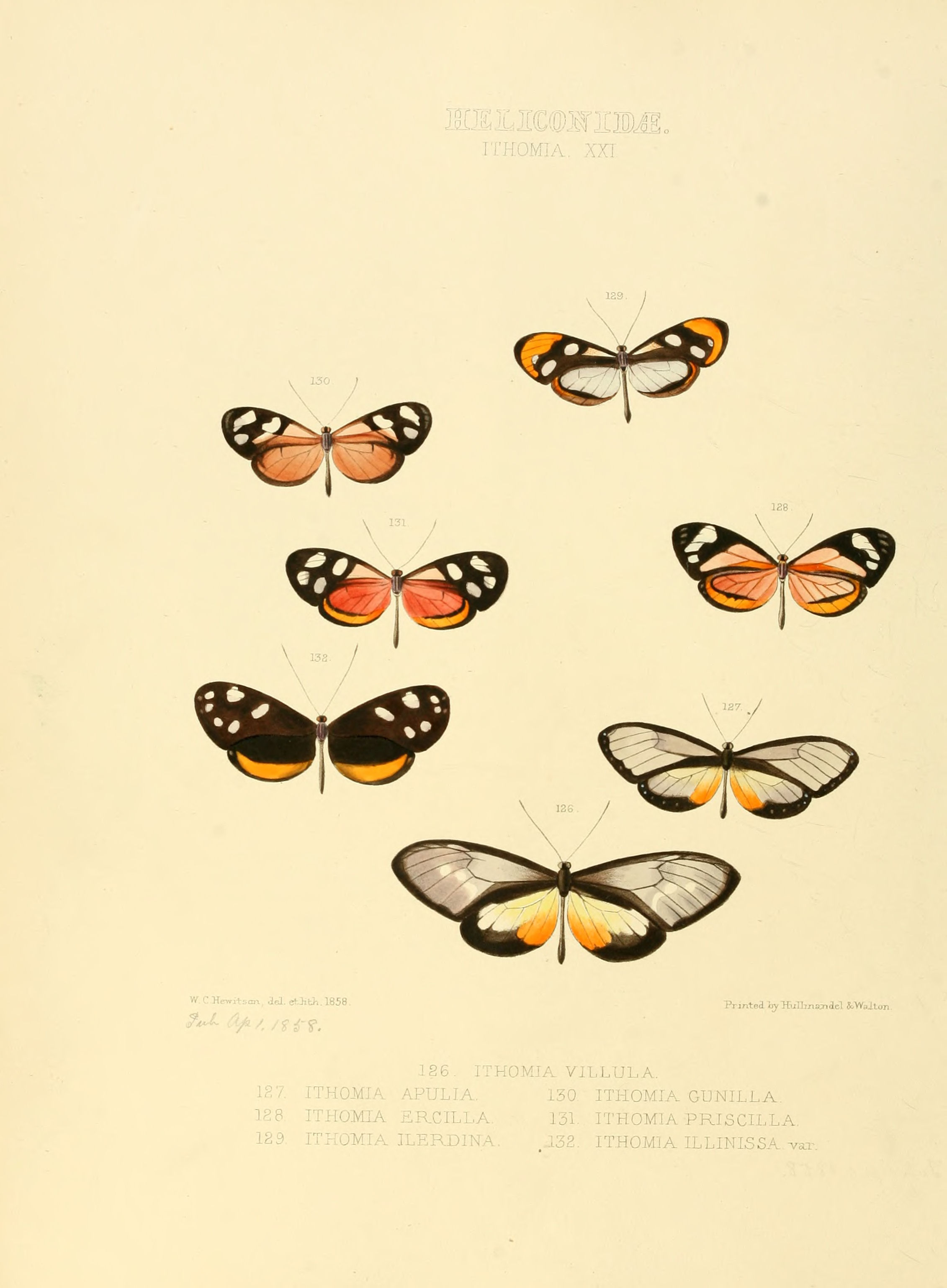
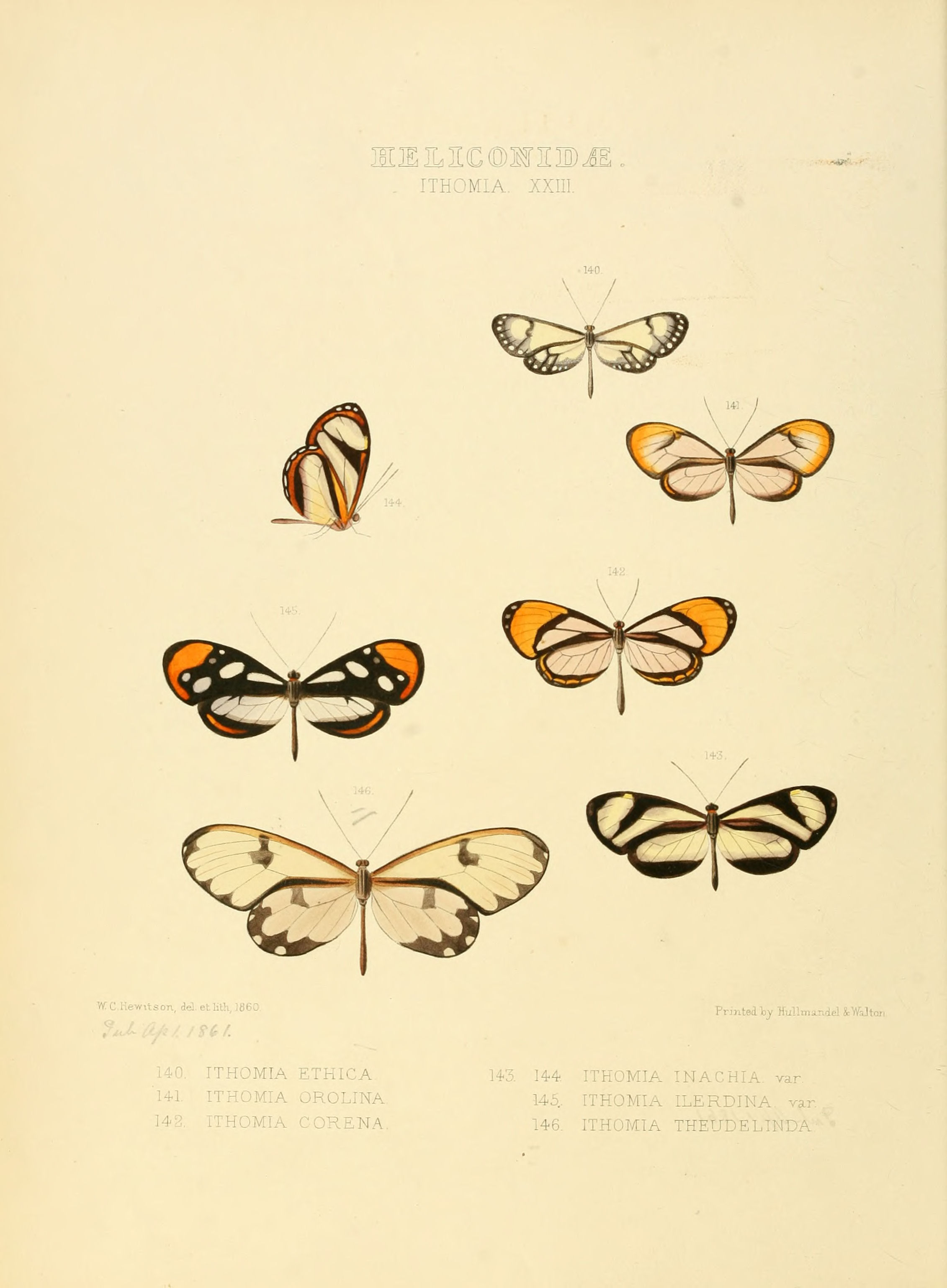
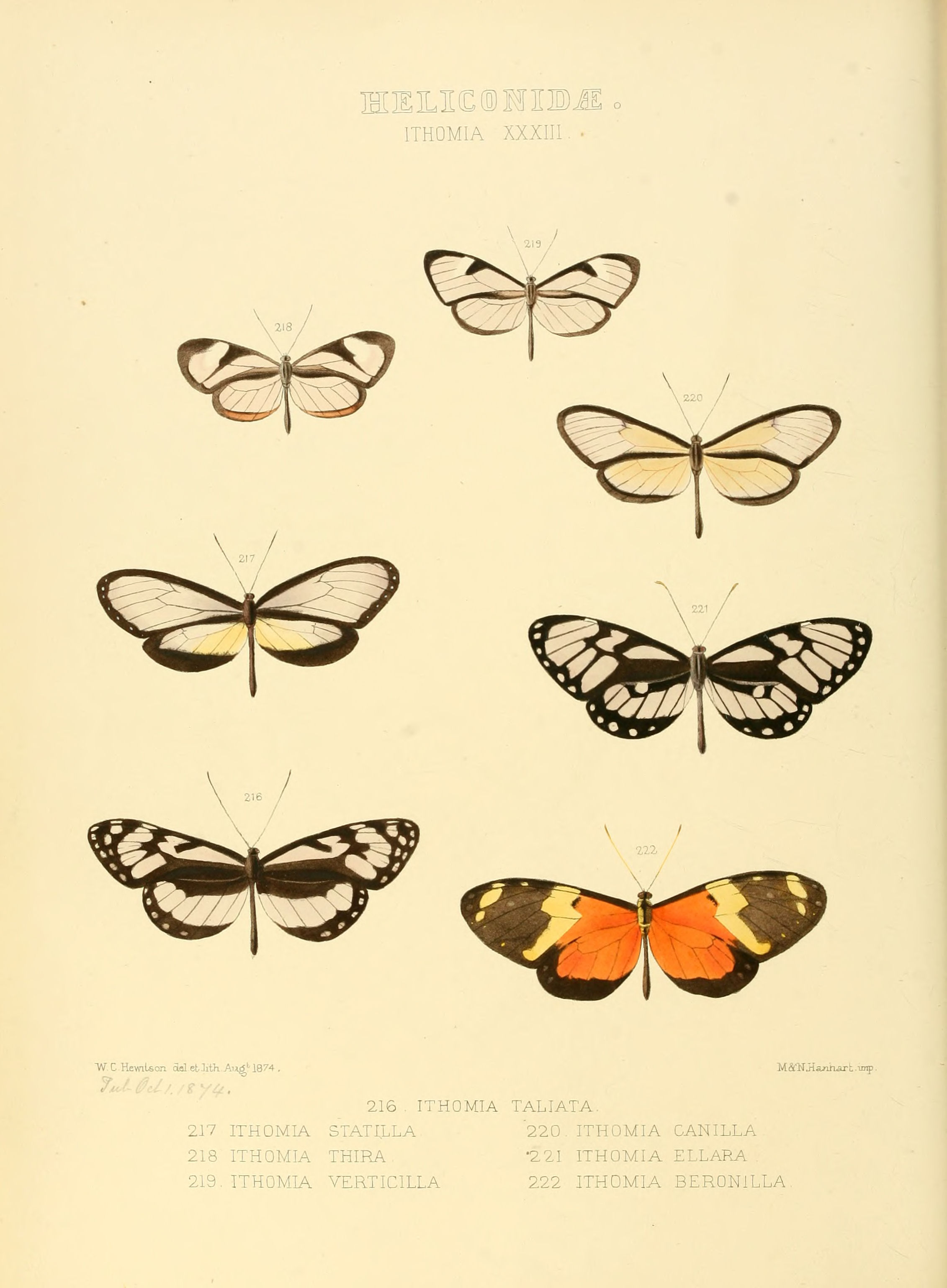
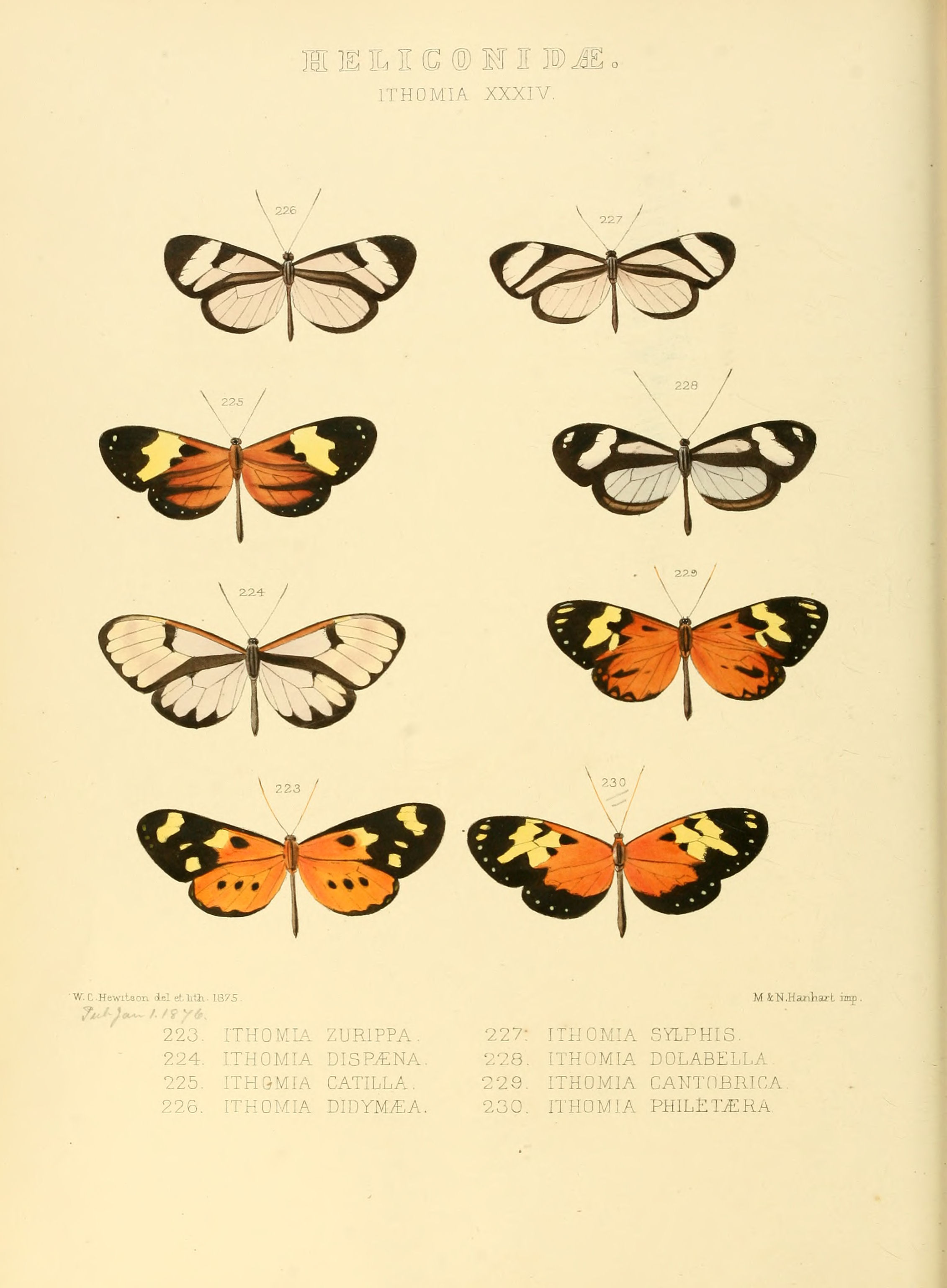